# Трапезная палата (Кирилло-Белозерский монастырь)

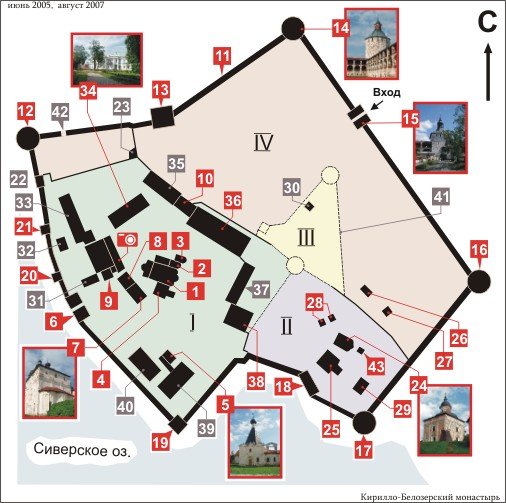
Церковь Введения отмечена числом 9, трапезная на северо-запад от неё

Трапезная палата при церкви Введения —  это трапезная палата при церкви Введения Марии во Храм Кирилло-Белозерского монастыря, одновременно построенные на месте более древней деревянной трапезной палаты.

## Исторические описания
Пётр Челищев, в 1791 году посетивший монастырь, отмечает, что в то время трапезная всё так же использовалась по назначению[значимость факта?]: «...тёплый собор Введенский; в нём один храм Введению во храм Пресвятыя Богородицы; при ней нынешняя братская трапеза».

## Описание
Церковь вместе с двухэтажной трапезной составляет одно целое, позже комплекс был усложнён пристройкой домика келаря, поварни и колокольни, присоединившей к комплексу зданий Церковь Архангела Гавриила. Церковь находится на общей оси трапезной палаты, но вынесена из общего объёма, что является новшеством того периода. Снаружи здание имеет скромный декор (карнизы и своеобразные оконные наличники, один из которых, обращённый внутрь паперти, сохранился до наших дней). Первоначальная трапезная была квадратной одностолпной палатой, что было традиционным решением для построек такого типа. Свод был устроен с распалубками. С северо-запада к палате примыкала келарская.
Кирилловская трапезная — одна из самых больших трапезных палат XVI века, своими объёмами она уступает лишь соловецкой, построенной тридцатью годами позднее.

## Перестройки
Вместо первоначального крыльца уже в XVI веке на северо-восточной стене строится просторная паперть с открытой аркадой, однако уже в XVII веке арки закладывают, аркада становится закрытой. В первой половине XIX века была перестроена крыша (остатки прежнего завершения фасада видны на раскрытых участках после реставрации). Примерно тогда  же был разобран свод трапезной палаты и в 1859 году был устроен колонный зал в стиле ампир, расписанный около 1865 г. Живопись дошла до настоящего времени, находившиеся на её месте фресковые росписи XVI в. не сохранились. В это же время оконные и дверные проемы второго яруса были растёсаны и получили новое столярное заполнение. Повторно был изменён характер оконных проёмов и в заложенных арках открытой галереи паперти. Всё это было направлено на стилевое единение с корпусом архимандричьих келий, с которым трапезная соединялась деревянным переходом на уровне второго этажа (разобран при реставрации в начале 2000-х). Фасады неоднократно красились.
Внутреннее убранство храма и трапезной палаты не сохранилось.

## Состояние на сегодняшний день
Сейчас часть выставочного комплекса, входом в который является притвор Трапезной палаты.

## Галерея
Разнообразие оконных проёмов и раскрытого при реставрации устройства сводов и декора.

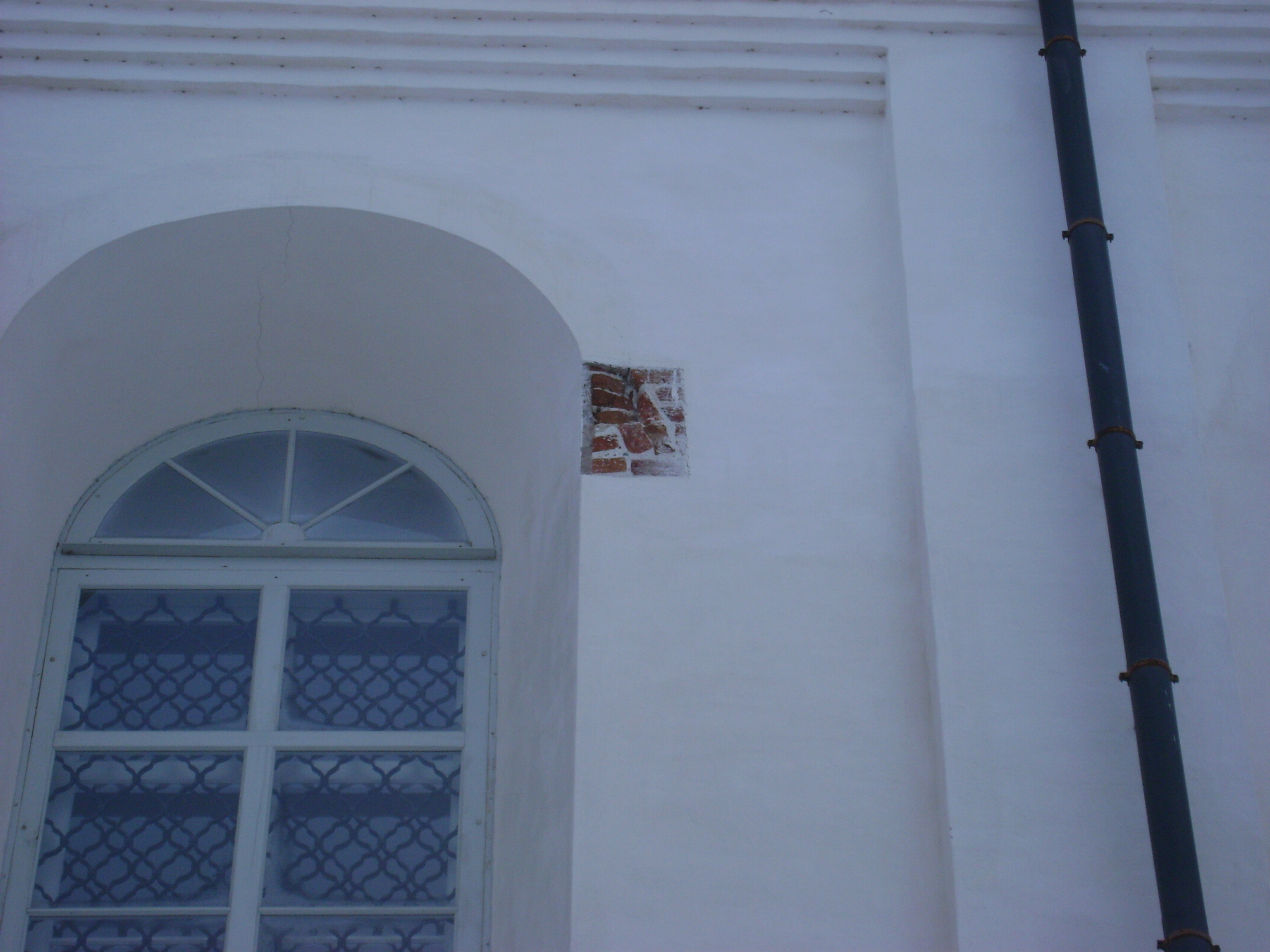
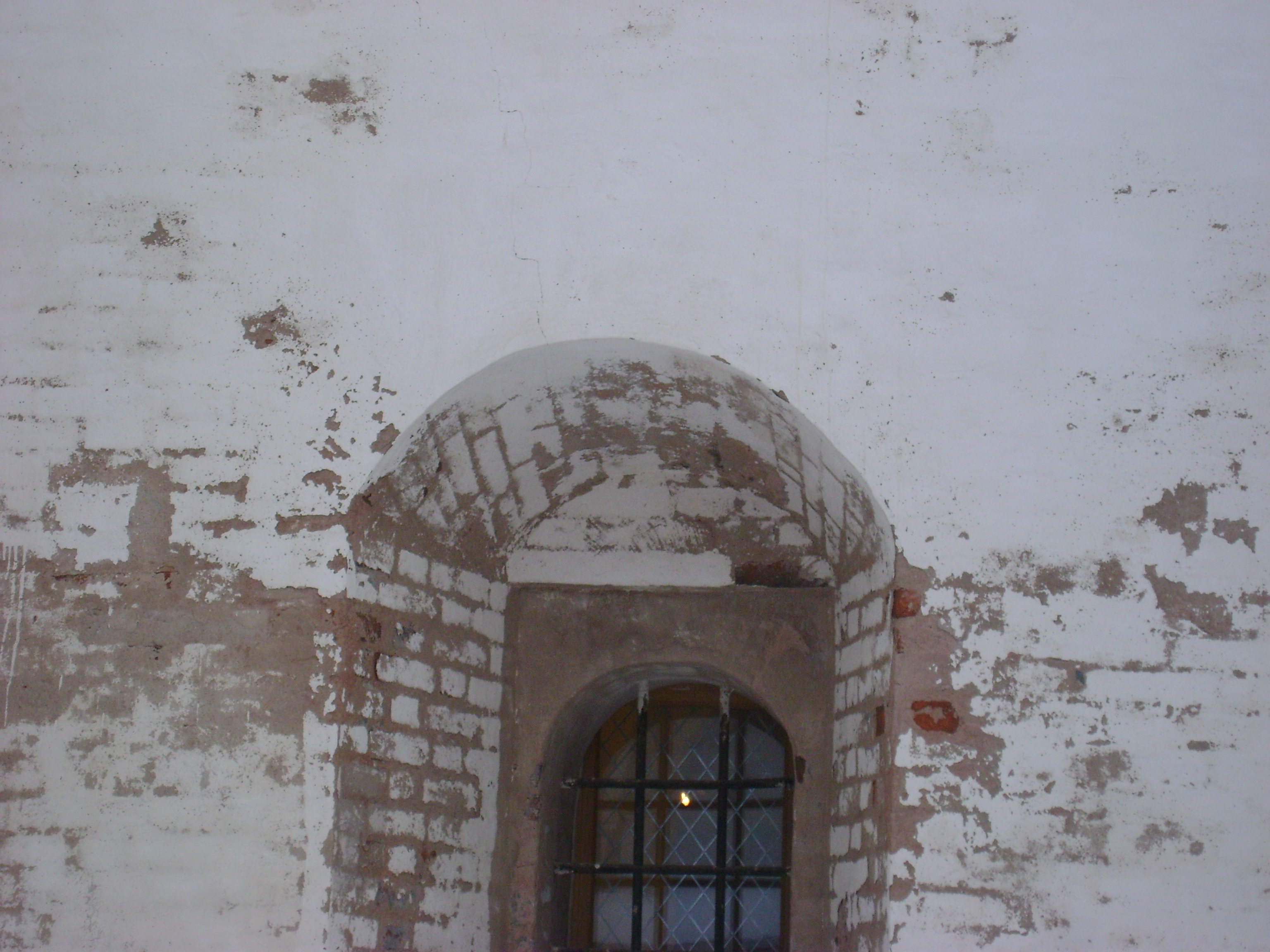
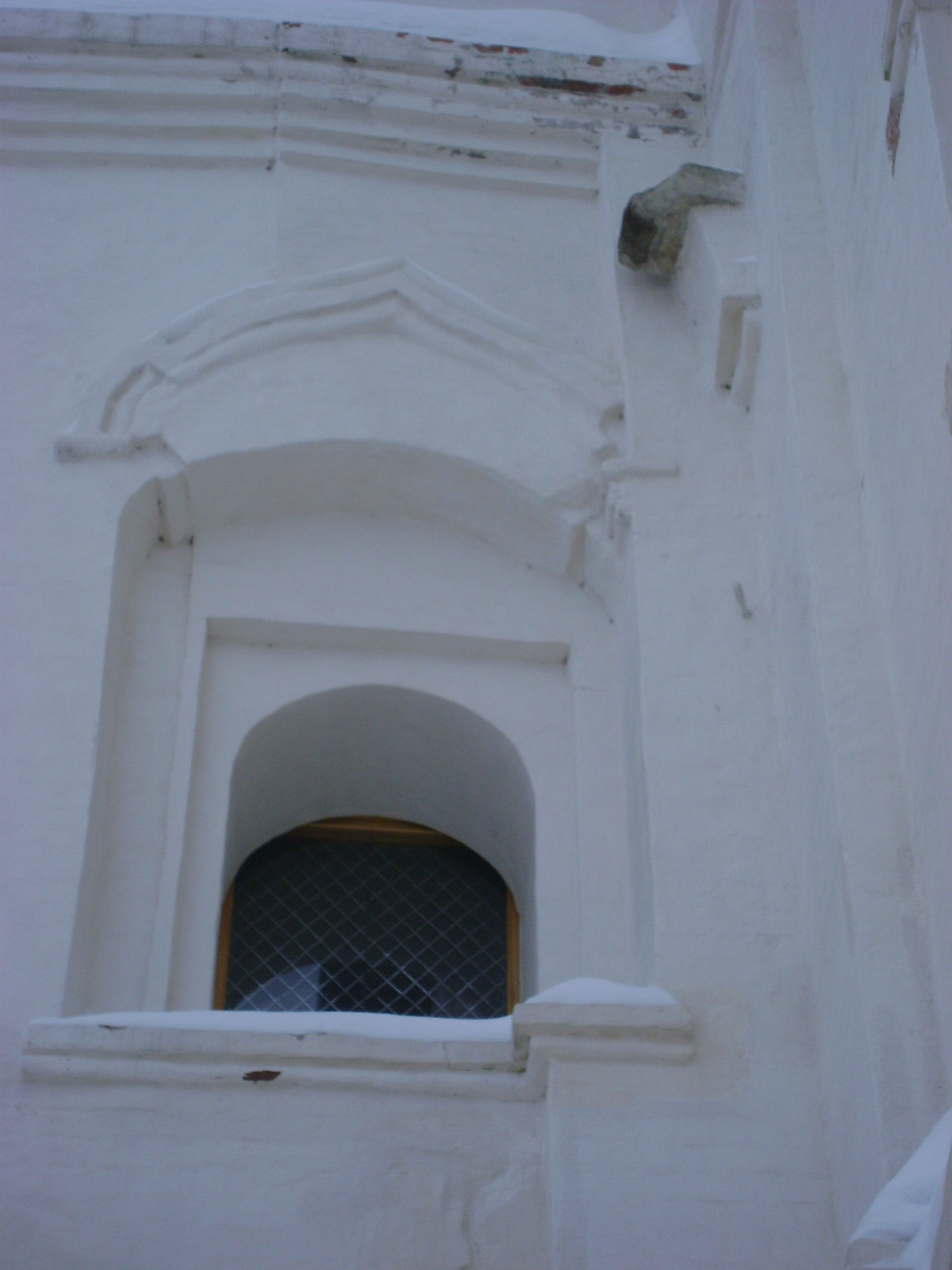
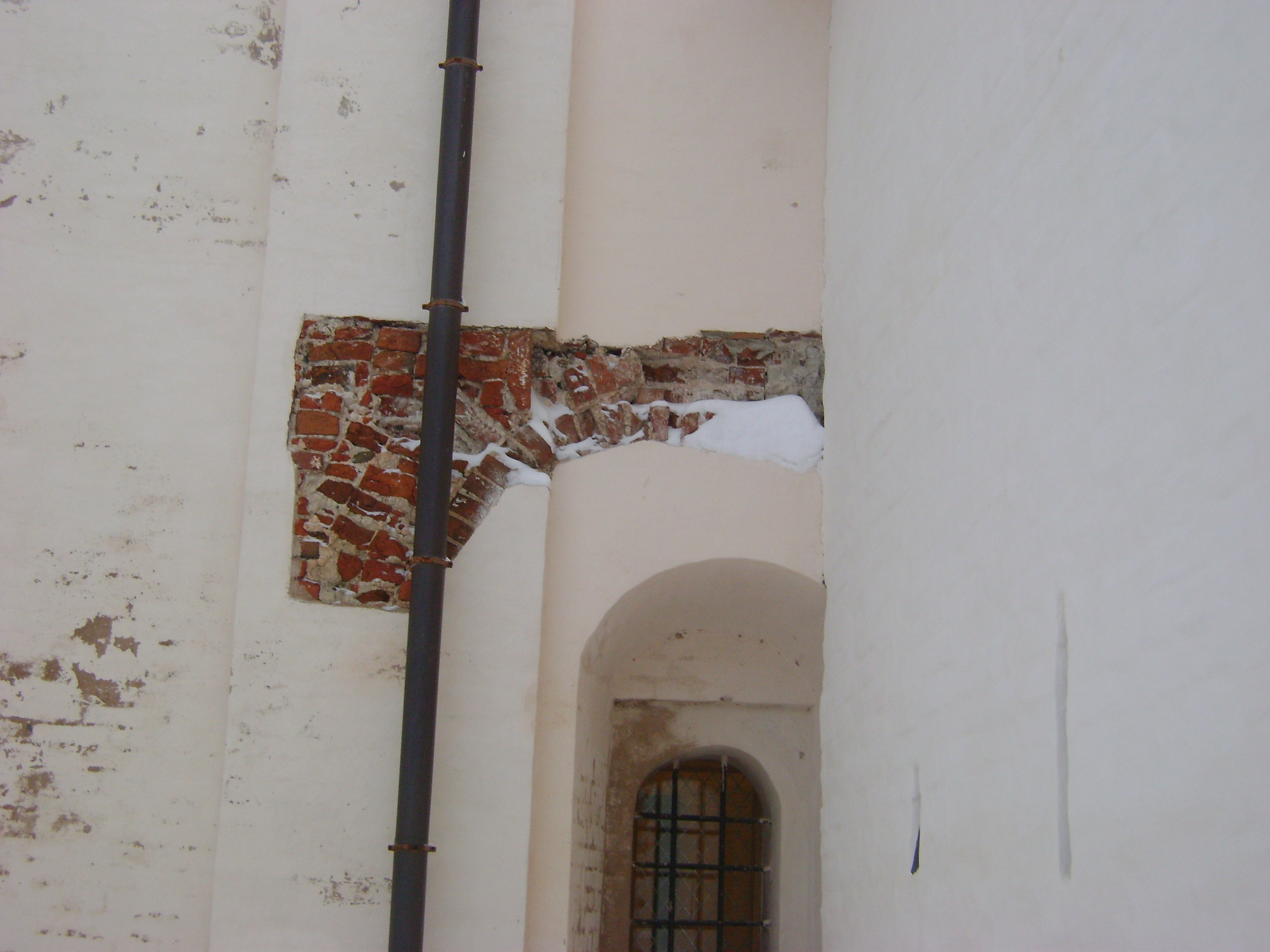